# Dufaux 1905
Die  Dufaux 1905 war ein Versuchs-Motorrad des Schweizerischen Herstellers Motosacoche mit einzigartigem Siebenzylinder-Sternmotor von 1905.
Das Motorrad bestand aus einem herkömmlichen Fahrradrahmen an den direkt an der Hinterachse der Siebenzylinder-Sternmotor angebaut war. Der luftgekühlte Motor hatte trotz seiner sieben Zylinder nur 216 cm³ Hubraum bei 34 mm Bohrung und Hub. Ohne Kupplung und Getriebe ausgestattet wog das Fahrzeug 40 kg. Das einzige hergestellte Exemplar befindet sich heute im Verkehrshaus Luzern, ein Geschenk von Henri Dufaux.